# بلدية إنكوكالنز
بلدية إنكوكالنز هي بلدية في لاتفيا، بلغ عدد سكانها 7٬598  نسمة، في 2017، عاصمتها Inčukalns ‏.

## الموقع
تشترك في الحدود مع:
- بلدية آداجي
- بلدية سيغولدا
- بلدية روباجي
- بلدية كريمولدا
- بلدية سييا
- بلدية غاركالن.

## التقسيمات الإدارية
- Inčukalns Parish [الإنجليزية]‏
- فانغاجي.